# Kenneth Lincoln
Pour les articles homonymes, voir Lincoln.
Kenneth Lincoln est un critique littéraire et universitaire américain. 
Il est surtout connu comme l'auteur de l'expression Renaissance amérindienne qui s'est imposée depuis pour désigner le renouveau de la littérature amérindienne à compter de 1969, année où le livre de Navarre Scott Momaday, La maison de l'aube, remporte le prix Pulitzer de la fiction.

## Biographie
Kenneth Lincoln est né en 1941 au Texas et grandit dans le nord-ouest du Nebraska. Il suit des études secondaires dans un lycée public d'Alliance, dans le comté de Box Butte (Nebraska). Il obtient par la suite un baccalauréat ès arts en littérature américaine de l'Université Stanford puis, en 1970, un doctorat en littérature britannique de l'Université de l'Indiana.
Depuis 1969, il enseigne à l'Université de Californie à Los Angeles (UCLA). Ses cours portent sur la littérature contemporaine et sur la littérature amérindienne.
Kenneth Lincoln a été adopté au printemps 1969 par les Sioux Oglalas par l'intermédiaire de la famille de Mark Monroe: son nom lakota est Mato Yamni, ce qui peut être traduit littéralement par "Trois Ours".

## Œuvres
- Kenneth Lincoln, Native American Renaissance, essai, University of California Press, 1985 (1983), 320 pages.  (ISBN 0520054571)
- Kenneth Lincoln et Al Logan Slagle, The Good Red Road: Passages into Native American, mémoires, Bison Books, 1997 (1985), 286 pages.  (ISBN 0803279744)
- Kenneth Lincoln, Indi'n Humor: Bicultural Play in Native American, essai, Oxford University Press, 1993, 416 pages.  (ISBN 0195068874)
- Kenneth Lincoln, Men Down West, mémoires, Capra Press, 1996, 250 pages.  (ISBN 0884964124)
- Kenneth Lincoln, Sing with the Heart of a Bear: Fusions of Native and American Poetry, 1890-1999, essai, University of California Press, 1999, 461 pages.  (ISBN 0520218906)
- Kenneth Lincoln, White Boyz Blues, roman, Fulcrum Publishing, 2007, 240 pages. (ISBN 155591652X)
- Kenneth Lincoln, Speak Like Singing: Classics of Native American Literature, essai, University of New Mexico Press, 2009, 383 pages.  (ISBN 0826341705)